# Карр, Терри
Терри Карр (англ. Terry Carr; 19.02.1937 — 7.04.1987) — американский писатель-фантаст, издатель. Родился в городе Грантс-Пасс, штат Орегон, США. Также известен под псевдонимом Норман Эдвардс. Его вдова, Кэрол Карр, также пишет в жанре научной фантастики (наиболее известные из её опубликованных работ — «Some Are Born Cats» (1973, в соавторстве с Терри Карром), «You Think You’ve Got Troubles» (1969), «Magicats!» (1985)).

## Издательская деятельность
Карр занимался издательством фэнзинов («Fanac», «Lighthouse»), что позволило ему позже заняться профессиональной издательской деятельностью. К 1960 году Карр опубликовал несколько своих работ в жанре научной фантастики, но его деятельность по-прежнему была сосредоточена на издательской деятельности.
Кроме того, Карр работал на «Ace Books» над изданием «Ace Science Fiction Specials», в рамках которого, в частности, вышел роман «Левая рука тьмы» Урсулы Ле Гуин.
После конфликта с «Ace Books» Карр увольняется и работает фрилансером, занимаясь публикацией таких антологий как Universe и Best of the Year, которые выходили с 1972 по 1987 год. Карр также работал над отдельными изданиями в жанре научной фантастики.

## Опубликованные работы

### Романы
- Повелитель войн Кор  (анг. Warlord of Kor (1963); русский перевод изд-во Альтерпрес, Киев, 1995).
- Invasion From 2500 (1964, совместно с Тедом Уайтом под общим псевдонимом «Норман Эдвардс»)
- Cirque (1977)

### Сборники
- The Light at the End of the Universe (1976)

### Антологии
- World’s Best Science Fiction 1965
- Science Fiction for People Who Hate Science Fiction (1966)
- World’s Best Science Fiction 1966
- New Worlds of Fantasy (1967)
- World’s Best Science Fiction 1967
- World’s Best Science Fiction 1968
- Best Science Fiction of the Year #1 — #16 (1972—1987)
- Universe #1 — #17 (1971—1987)
- Dream’s Edge (1980)